# Ileana Ros-Lehtinen
Ileana Ros-Lehtinen (ur. 15 lipca 1952) – amerykańska polityk, członkini Partii Republikańskiej i kongreswoman ze stanu Floryda (w latach 1989–2019).